# Schronisko PTTK Wielka Racza
Schronisko PTTK Wielka Racza – górskie schronisko turystyczne Polskiego Towarzystwa Turystyczno-Krajoznawczego, położone w Beskidzie Żywieckim, poniżej szczytu Wielkiej Raczy, na wysokości 1236 m n.p.m.

## Historia
Budowę prymitywnego schroniska na podszczytowej polanie Wielkiej Raczy rozpoczęli prywatni właściciele w 1933. Rok później parcelę wraz z nieukończonym obiektem nabył oddział bielski Polskiego Towarzystwa Tatrzańskiego. Schronisko oddano do użytku 17 grudnia 1934. Początkowo w czterech pomieszczeniach na pryczach mogło przenocować 40 osób (16 łóżek wstawiono dopiero rok później). Schronisko dysponowało salą jadalną, kuchnią i suszarnią.
W 1937 schronisko uzyskało połączenie telefoniczne z Rajczą i uruchomiono w nim pośrednictwo pocztowe.
W połowie sierpnia 1939, w obliczu narastającego zagrożenia niemieckiego, w budynku schroniska pojawiła się drużyna Korpusu Ochrony Pogranicza z zadaniem obserwacji doliny rzeki Kisucy w rejonie Czadcy, gdzie gromadziły się już transporty z oddziałami niemieckiej 7 Bawarskiej Dywizji Piechoty gen. Otta. Długoletni gospodarz schroniska, Bronisław Jarosz, przygotowywał się do opuszczenia obiektu, gdyż z 1 września miał objąć Schronisko PTT „Dworzec Beskidzki” w Zwardoniu.
W czasie II wojny światowej przejęło je Beskidenverein, które w październiku 1940 przydzieliło je oddziałowi w Żywcu. Ten przeprowadził remont obiektu i postawił budynek gospodarczy. Po modernizacji schronisko miało wymiary 8 × 14 m. Na parterze mieściły się: świetlica (o powierzchni 34 m²), kuchnia (13,5 m²) i dwie sypialnie (14,8 i 18,8 m²), zaś na piętrze dalsze dwie sypialnie (15 i 12 m²) oraz magazyn. W 1940 gospodarzem schroniska został ponownie Bronisław Jarosz i jego siostra Jadwiga.
W 1942 w schronisku urządzono posterunek Luftwaffe, związany z wieżą obserwacyjną z reflektorami obserwacyjnymi ustawioną na szczycie Wielkiej Raczy. Nadchodzący w 1945 front doprowadził do opuszczenia posterunku, jednak w tym samym czasie niemieckie wojska rozpoczęły budowę umocnień w okolicy szczytu, które obsadzono oddziałami Volkssturmu. W kwietniu 1945 schronisko zostało trafione dwoma pociskami artyleryjskimi. Uszkodzony budynek został wyszabrowany. Bronisław Jarosz z karabinem w ręku ścigał szabrowników aż do Oszczadnicy, jednak był w stanie zabezpieczyć tylko to, co sam potrafił udźwignąć. Później, za zgodą Oddziału PTT, furmankami przewiózł ocalałe wyposażenie do rozszabrowanego schroniska na Klimczoku.
Na skutek ograniczeń w poruszaniu się w strefie nadgranicznej schronisko zaczęło niszczeć, a Polskie Towarzystwo Tatrzańskie nie miało możliwości zapewnienia mu opieki. W 1964 na Wielką Raczę przybyła komisja Polskiego Towarzystwa Turystyczno-Krajoznawczego, która miała zadecydować o rozbiórce schroniska. Komisja nie była jednomyślna i zdecydowała nie o zamknięciu obiektu, a o jego generalnym remoncie. W latach 60. XX wieku doprowadzono do obiektu prąd, a w 1982 wodę.
W latach 90. XX wieku schronisko zostało rozbudowane. Do dotychczasowego drewnianego budynku dobudowano część murowaną.
Gospodarzami schroniska (2018) są Daniel i Agnieszka Hudziak.

## Warunki pobytu
Schronisko oferuje 50 miejsc noclegowych w pokojach od 3 do 8-osobowych. Dodatkowo można nocować w pokojach wieloosobowych (10-osobowych). Goście schroniska mają dostęp do bufetu z jadalnią.
W pobliżu schroniska znajduje się punkt widokowy z mapą gór otaczających Wielką Raczę.

## Szlaki turystyczne
Schronisko leży na skrzyżowaniu dwóch polskich szlaków turystycznych: czerwonego i żółtego oraz słowackiego zielonego. Do schroniska można dojść:
 ze Zwardonia (5 h)
 z Rycerzowej Wielkiej (ok. 4 h 49 min), spod schroniska PTTK na Przegibku – początkowo niebieskim szlakiem a dalej czerwonym (ok. 3 h 40 min)
 z Rycerki Górnej Kolonii (1 h 45 min)
  z Oszczadnicy przez chaty na Rači (2 h 45 min).

## Galeria

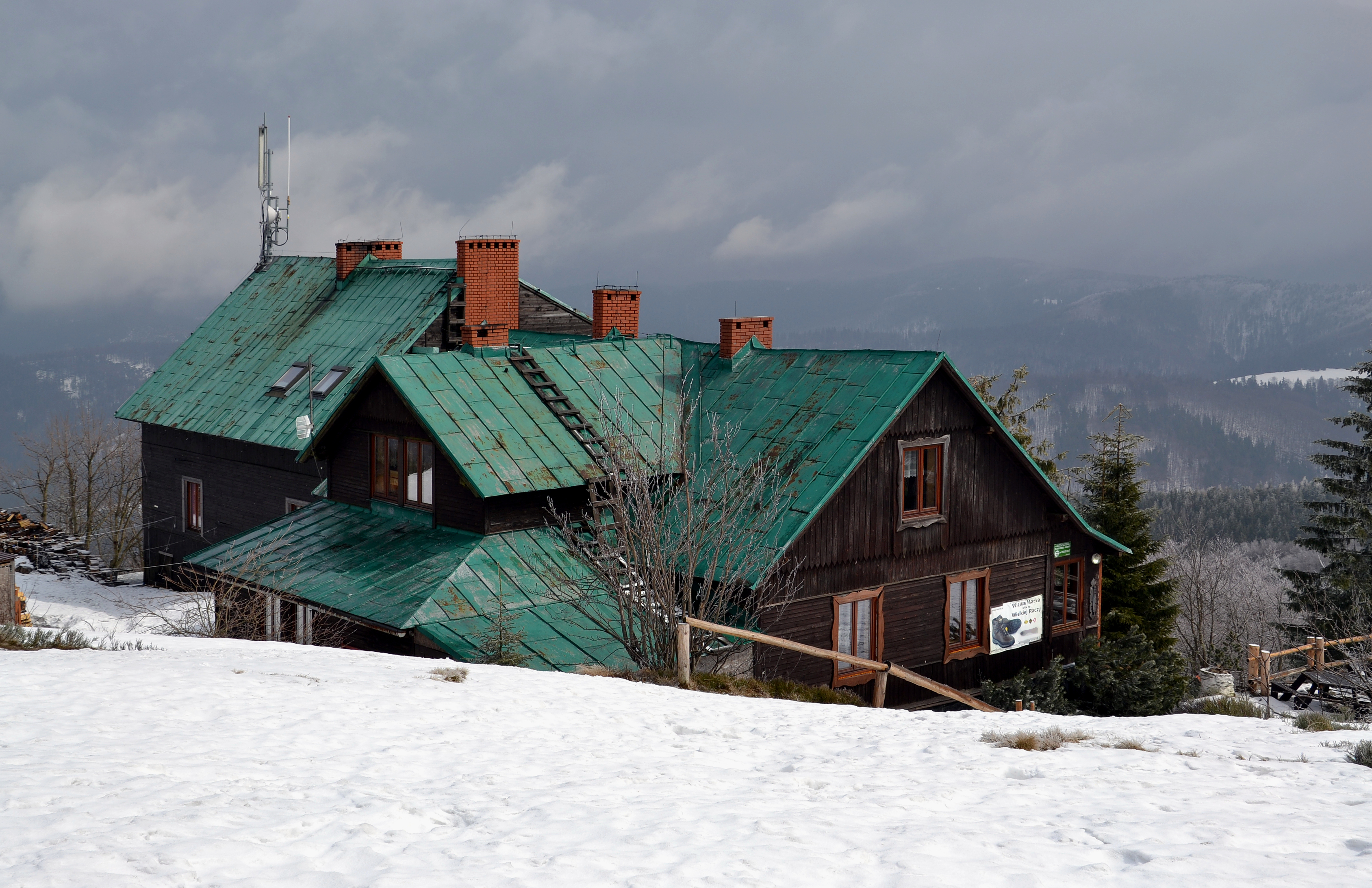
Schronisko (2015)
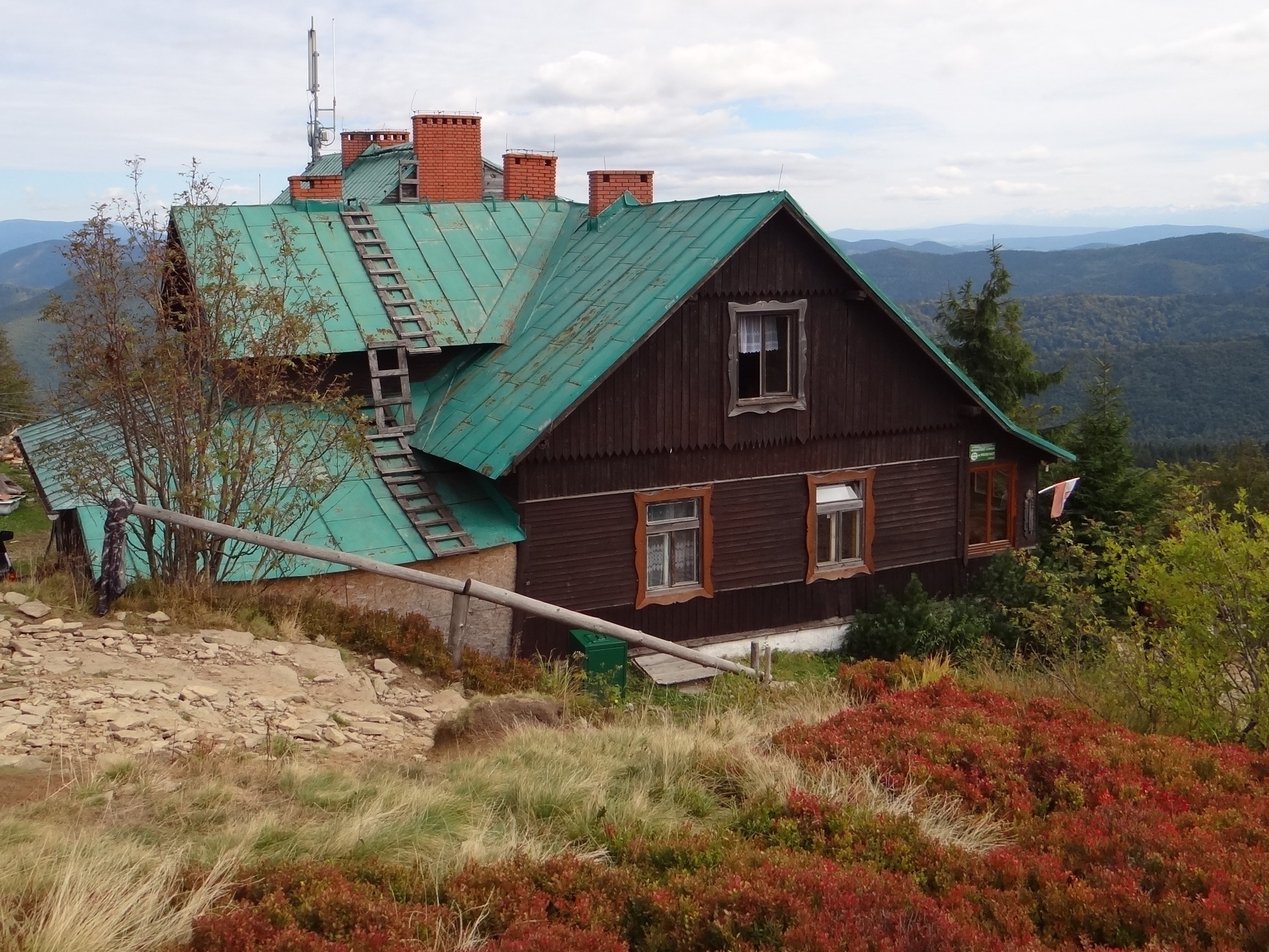
Schronisko (2012)
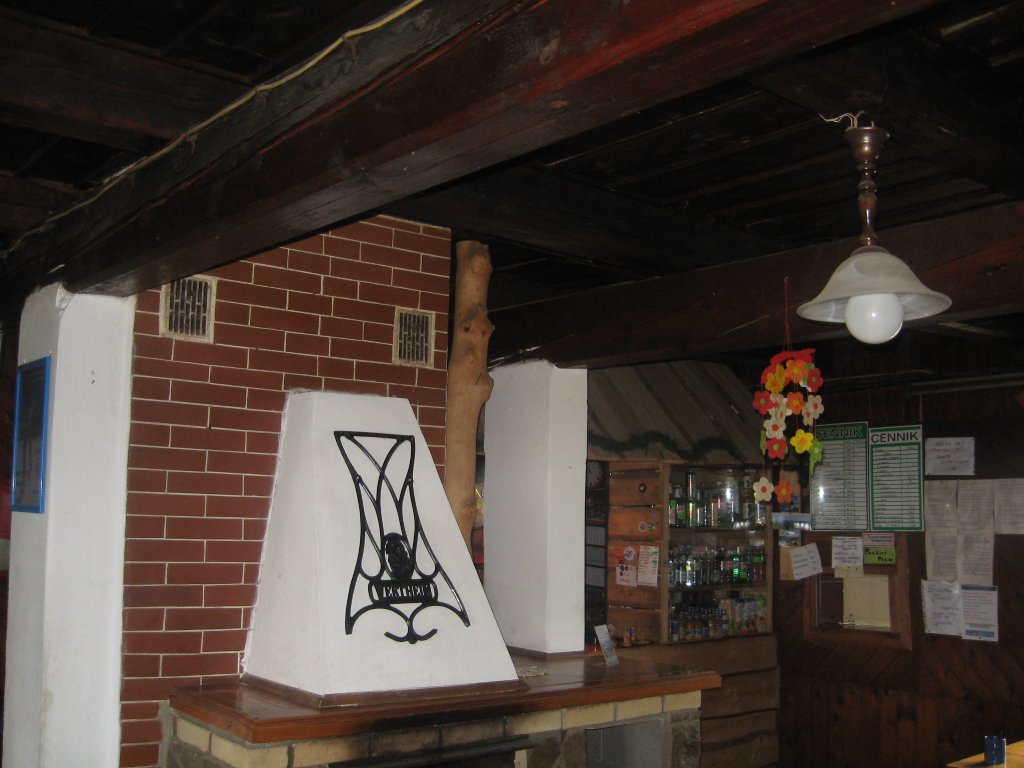
Wnętrze schroniska